# Betongbomb

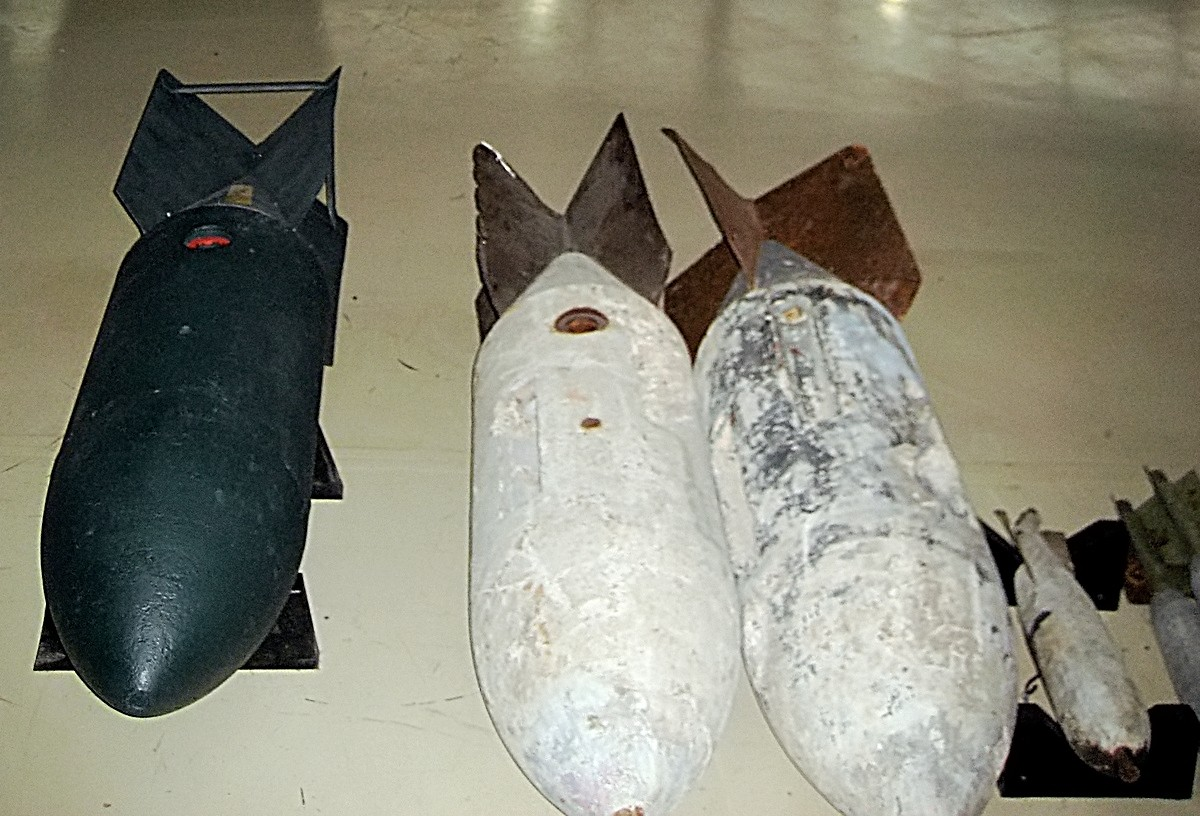
Betongbomb

En betongbomb är en flygbomb utan sprängkraft, och där sprängmedlet är ersatt av betong eller annat fast material med hög densitet. Bomben använder kinetisk energi för att slå ut målet vilket gör att skador på annat än målet kan hållas nere.
De fälls med laser- eller JDAM-tillsats, och finns i vikterna 227, 454 och 908 kg (500, 1000 och 2000 lb).
Betongbomber användes första gången i strid under Irakkriget. Som övningsbomber har betongbomber använts sedan andra världskriget.